# Weerbach
Der Weerbach ist ein rechter Seitenbach des Inn in Tirol.

## Geografie
Der Weerbach entspringt in den Tuxer Alpen im Bereich der Grafennsalm unterhalb der Grafennsspitze im Gemeindegebiet von Kolsassberg.
Er fließt anschließend in einem tief eingeschnittenen Tal relativ geradlinig Richtung Norden und mündet zwischen Kolsass und Weer in den Inn. Auf weiten Strecken bildet er die Grenze zwischen den Gemeinden Kolsassberg bzw. Kolsass auf der westlichen und Weerberg bzw. Weer auf der östlichen Seite und damit auch zwischen den Bezirken Innsbruck-Land und Schwaz.
Das Weertal oder Weerbachtal ist auf beiden Seiten durch Straßen erschlossen. Nur nahe der Mündung ins Inntal ist es dichter besiedelt (Innerweerberg, Kolsassberg). Es war früher eine wichtige Verbindung in das Tuxertal, in welches es die kürzeste Verbindung aus dem Inntal darstellt.

## Nutzung

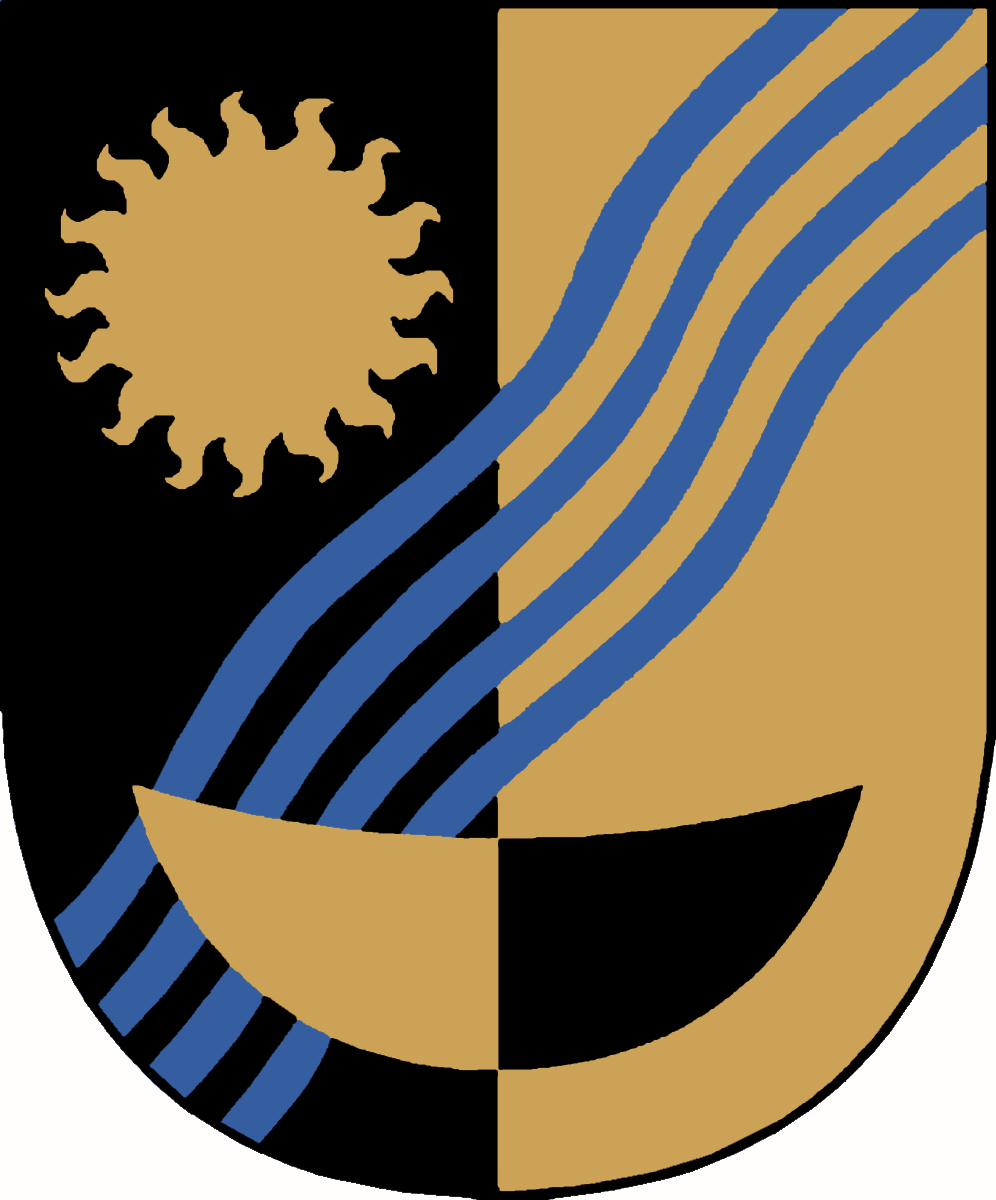
Gemeindewappen von Weer

Jahrhundertelang wurde aus dem Weerbach Gold gewaschen. Die Goldwäsche wird erstmals im 13. Jahrhundert erwähnt und hielt sich bis Anfang des 19. Jahrhunderts.
Das auch in anderen Bächen der Tuxer Alpen gefundene Gold stammt vermutlich aus den Quarzphylliten und ihren Einlagerungen, wo es durch Verwitterung als Freigold freigesetzt wurde. Die Goldwäsche am Weerbach hat auch Eingang in das Gemeindewappen von Weer gefunden, das den stilisierten Bach, eine Goldwaschschüssel und eine Sonne als Symbol für Gold zeigt.
Heute wird das Wasser des Weerbachs von Kleinkraftwerken zur Stromerzeugung genutzt.